# Даль, Константин Владимирович
Константин Владимирович Даль (4 [16] апреля 1871, Симферополь — 1930-е) — российский и советский зоотехник. Профессор Крымского университета имени М. В. Фрунзе. Репрессирован.

## Биография
Родился в Симферополе 4 (16) апреля 1871 года в семье директора училищ Таврической губернии и Симферопольской гимназии В. Н. Даля. Брат — психотерапевт Николай Владимирович Даль (1860—1939).
Выпускник Московского сельскохозяйственный институт (1898). Прошёл подготовку к профессорскому званию в Великобритании и Франции.
С 1903 года — старший специалист, а с 1910 года — уполномоченный по сельскому хозяйству Таврической губернии. С 1906 года — коллежский секретарь в департаменте земледелия; в этом же году был награждён орденом Святого Станислава 3-й степени. 
В 1910 году стал членом наблюдательного комитета Салгирской школы садоводства, огородничества и виноградарства.
В 1916 году получил чин надворного советника и стал членом Таврическо-Екатеринославского губернского управления государственным имуществом по сельскому хозяйству.
В 1920 году начал профессорскую деятельность в новообразованном Таврическом университете (с 1921 года — Крымский университет имени М. В. Фрунзе), а позднее — в Крымском сельскохозяйственном институте сельскохозяйственных отраслей.
С 1923 по 1926 год являлся начальником Управления земледелия Крымнаркомзема. В 1926 года стал заведующим отделом животноводства, а спустя год — заведующим сельскохозяйственным отделом Госстраха СССР.
В 1927—1928 годах работал приват-доцентом кафедры животноводства естественного отделения Крымского государственного педагогического института имени М. В. Фрунзе (бывшего Таврического университета).
Репрессирован после 1930-х годов. Точная дата и место смерти неизвестны.

## Семья
Был женат на Наталье Ивановне Синициной. Их дети:
- Татьяна (1900—?)
- Михаил (1901—1984)
- Сергей (1904—?)
- Константин (1906—?)